# Shakin' Stevens

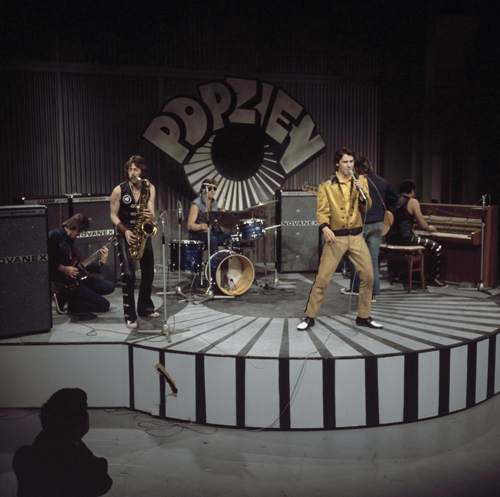
Shakin' Stevens & The Sunsets 1973

Shakin' Stevens, född Michael Barratt den 4 mars 1948 i Ely, Cardiff, Wales, är en brittisk rocksångare. Han inledde sin karriär i slutet av 1960-talet men slog igenom först kring 1980. Till hans mest framgångsrika låtar hör "This Ole House", "You Drive me Crazy", "Oh Julie", "Cry Just a Little Bit" och "Merry Christmas Everyone".

## Diskografi
Album (urval)
- 1970 – A Legend
- 1971 – I'm No J.D.
- 1972 – Rockin' and Shakin'
- 1973 – Shakin' Stevens & the Sunsets
- 1975 – Manhattan Melodrama
- 1977 – Come on Memphis!
- 1979 – Take One!
- 1980 – Marie Marie
- 1981 – This Ole House
- 1981 – Shaky
- 1982 – Give Me Your Heart Tonight
- 1983 – The Bop Won't Stop
- 1985 – Lipstick, Powder and Paint
- 1985 – Merry Christmas Everyone
- 1987 – Let's Boogie
- 1988 – A Whole Lotta Shaky
- 1990 – There's Two Kinds of Music... Rock and Roll
- 2007 – Now Listen!
- 2010 – The Collection